# M. P. Shiel
Matthew Phipps Shiel (21 de julio de 1865 – 17 de febrero de 1947), fue un prolífico novelista y cuentista inglés de literatura fantástica, recordado particularmente por sus relatos sobrenaturales y de ciencia ficción. Se le llamó segundo Rey de Redonda.

## Biografía
Matthew Phipps Shiel nació en la Isla de Montserrat (Indias Occidentales), de madre mulata y padre en parte irlandés. Shiell se educó en la isla de Barbados. Marchó a Inglaterra en 1885 y estudió lenguas y medicina en Londres, donde se cambió el apellido por Shiel. Después de trabajar como profesor y traductor, empezó a escribir cuentos para The Strand y otras revistas. Su primera fama la debe a dos libros de cuentos grandemente influidos por Edgar Allan Poe: Prince Zaleski (1895) y Shapes in the Fire (1896). Su primera novela, The Rajah's Sapphire (1896), estaba basada en una trama de William Thomas Stead, quien es probable que contratase a Shiel para escribirla.
Shiel debe su reputación a otro trabajo similar, un serial de ambiente oriental con elementos de la actualidad, titulado The Empress of the Earth, publicado en Short Stories de febrero a junio de 1898 y más tarde publicado en libro como The Yellow Danger ("El peligro amarillo"). El villano oriental de Shiel, Dr. Yen How, ha sido citado como antecedente claro del célebre Fu Manchu.
The Yellow Danger fue el mayor éxito de Shiel durante su vida. El autor, sin embargo, considerándolo un trabajo rutinario, siempre lo consideró una obra menor. Hay en él influencias de H. G. Wells y de Jack London. 
Su siguiente obra, titulada Contraband of War, trató sobre la Guerra Hispano-Estadounidense; fue publicada también por entregas en la revista Pearson's Weekly, entre el 7 de mayo y el 9 de julio de 1898. La novela incorporaba, como en su anterior trabajo, nuevos datos a medida que los acontecimientos se sucedían.
Hacia 1899-1900 concibió una serie de obras que hoy podrían considerarse de ciencia ficción: The Last Miracle (1906), The Lord of the Sea (1901) y, sobre todo, la interesante The Purple Cloud (1901). En esta última, el personaje de Adam Jeffson regresa en solitario de una expedición al Polo Norte, para descubrir que una catástrofe mundial lo ha convertido en el último hombre vivo sobre la Tierra.
Posteriormente, por motivos económicos, se vería obligado a escribir en colaboración novelas románticas de misterio.
Shiel volvió a los temas actuales con The Yellow Wave (1905), sobre la Guerra ruso-japonesa (1904-1905). The dragon (1913) no obtuvo ningún éxito, y Shiel abandonó la escritura durante diez años.
Posteriormente escribió cinco obras de teatro que evidenciaban sus ideas políticas radicales. Hacia 1922 retornó a la novela con diez obras más, además de revisar antiguos trabajos. Dedicó luego largo tiempo a una traducción "real" del Evangelio de San Lucas, profusamente comentado. En 1931 consiguió una pensión con ayuda de un joven poeta y bibliófilo, John Gawsworth, quien obtuvo de él el permiso para terminar muchos de sus fragmentos de obras, que firmaba como coautor. 
Shiel se casó dos veces y ambos matrimonios fracasaron.
Publicó alrededor de 30 libros, incluyendo 25 novelas y varios libros de cuentos, ensayos y poemas. The Purple Cloud ("La nube púrpura") sigue siendo considerada su obra más importante. Stephen King la ha citado como inspiración para su novela Apocalipsis. 
Algunos de sus cuentos de terror (entre los que cabe destacar The Race of Orven (1895), The S.S. (1895), The Stone of the Edmundsbury Monks (1895), Xelucha (1896), A Shot at the Sun (1903), The House of Sounds (1911) y The Primate of the Rose (1928)) siguen reeditándose, pero la mayor parte de sus novelas ha sido relegada al olvido.
Como King Felipe, Shiel fue supuestamente el segundo rey del Reino de Redonda, una pequeña isla deshabitada de las Indias Occidentales, situada a escasa distancia del noroeste de Montserrat, donde nació. La leyenda de Redonda fue probablemente inventada por el propio Shiel (para más detalles, véase Reino de Redonda).

## Obra
Novelas
- The Rajah's Sapphire (1896)
- The Yellow Danger (1898)
- Cold Steel (1899)
- Contraband of War (1899)
- The Man-Stealers (1900)
- The Lord of the Sea (1901)
- The Purple Cloud (1901)
- The Weird o' It (1902)
- Unto the Third Generation (1903)
- The Evil that Men Do (1904)
- The Lost Viol (1905)
- The Yellow Wave (1905)
- The Last Miracle (1906)
- The White Wedding (1908)
- The Isle of Lies (1909)
- This Knot of Life (1909)
- The Dragon (1913)
- Children of the Wind (1923)
- How the Old Woman Got Home (1927)
- Dr Krasinski's Secret (1929)
- The Black Box (1930)
- Say Au R'Voir But Not Goodbye (1933)
- This Above All (1933)
- The Young Men Are Coming (1937)
- Prince Zaliski (1967)
- The New King (1981)

Libros de cuentos
- Prince Zaleski (1895)
- Shapes in the Fire (1896)
- The Pale Ape and Other Pulses (1911)
- Here Comes the Lady (1928)
- The Invisible Voices (1935)
- The Best Short Stories of M. P. Shiel (1948)
- Xelucha and Others (1975)
- Prince Zaleski and Cummings King Monk (1977)
- The Empress of the Earth: The Purple Cloud and Some Short Stories (1979)
- Works (1980)
- Xelucha and The Primate of the Rose (1994)

En antologías
- Great Short Stories of Detection, Mystery and Horror 2nd Series (1931)
- Dark Mind Dark Heart (1962)
- Sleep No More (1964)
- Victorian Tales of Terror (1972)
- The Black Magic Omnibus Volume 1 (1976)
- More Tales of Unknown Horror (1979)
- Fifty Famous Detectives of Fiction (1983)

## Edición en castellano
- Xélucha y otros relatos de terror, locura y muerte. Colección Gótica. Valdemar. 2020. ISBN 9788477029113.
- La mujer de Huguenin. Cuentos fantásticos. Grijalbo México. 2019. ISBN 978-607-31-8432-8.
- La nube púrpura. Traducción Soledad Silió. Editorial Seix Barral. 1986. ISBN 978-84-322-0548-4.